# Portugese Rijk
Het Portugese Rijk (Portugees: Império Português), ook bekend als het Portugese Overzeese Rijk (Ultramar Português) of het Portugese Koloniale Rijk (Império Colonial Português), bestond uit de overzeese koloniën, factorijen en de latere overzeese gebieden die door Portugal werden bestuurd. Het Portugese Rijk ontstond aan het begin van het tijdperk van de grote ontdekkingen. Het was een van de langst bestaande koloniale rijken in de Europese geschiedenis en duurde bijna zes eeuwen vanaf de verovering van Ceuta in Noord-Afrika in 1415 tot de overdracht van de soevereiniteit over Macau aan China in 1999. Portugal zou op het hoogtepunt van haar macht een groot deel van de zeehandel domineren met een handelsnetwerk en koloniale bezittingen tussen Lissabon, Brazilië, India, de Molukken, Macau en Japan.
Doordat de Portugezen reeds in 15e eeuw van start gingen met ontdekkingsreizen en veroveringen hadden ze een grote voorsprong op de andere latere Europese koloniale machten. Spanje (Castilië) kwam pas zeventig jaar later op gang en Nederland en Engeland pas 150 jaar later. Portugal en Spanje hebben al vrij snel, middels goede verdragen, de wereld onderling weten te verdelen zodat ze elkaar zelden hoefden te bevechten. Deze verdragen zijn, op uitzonderingen na, goed nageleefd. Portugal bleek vanaf de 17e eeuw echter niet in staat om de concurrentie met andere spelers, zoals de Engelsen, Nederlanders en Fransen vol te houden en moest gestaag een groot deel van zijn koloniale bezittingen afstaan.

## Aanleiding
Reeds in de 13e eeuw was Portugal al klaar met de Reconquista, de verovering van het Iberisch schiereiland op de Moslims. Terwijl het koninkrijk Castilië (het latere Spanje) nog in oorlog was met het Islamitische koninkrijk Granada had Portugal de handen vrij om overzeese veroveringen te gaan doen. Koning Hendrik de Zeevaarder (die zelf nooit gevaren heeft) gelastte dat men in Afrika het Christendom verder moest gaan verspreiden en tegelijkertijd speelden economische motieven een belangrijke rol. Om deze reden voer men in zuidelijke richting langs de Afrikaanse kust, om deze te verkennen, handel te drijven en d.m.v. veroveringen handelsposten te stichten. Dit was mogelijk geworden door recente ontwikkelingen in navigatie, cartografie en maritieme technologie zoals de karveel en de kraak waarmee men de omstandigheden van de oceaan kon trotseren. In 1502 veroverden Portugese zeelieden de havenstad El Jadida aan de Afrikaanse westkust. Er zouden meer veroveringen van Moorse kuststeden plaatsvinden, zoals op Essaouira. In 1415 veroverden Portugese zeelieden de Noord-Afrikaanse havenstad Ceuta. Deze stad vormde een belangrijk eindpunt voor de transsaharahandel. Na de verovering verplaatste de handel zich naar Tanger waardoor Ceuta haar waarde verloor. Pas in 1471 zou Tanger in Portugese handen vallen. In 1418-1419 werden de onbewoonde eilanden van Madeira en de Azoren herontdekt en later gekoloniseerd. In 1444 werd in Lagos (Zuid-Portugal) de eerste koloniale Slavenmarkt geopend.

## West-Afrika
Oorspronkelijk vond de handel tussen Europa, Azië en Oost-Afrika plaats via de zijderoute die uit meerdere land- en zeeroutes bestond. In 1453 werd Constantinopel veroverd door het Ottomaanse Rijk waarna de handel tussen Europa en het oosten volledig in Ottomaanse handen kwam. Zij legde hoge belastingen op de te verhandelen specerijen op. Dit leidde tot het idee dat wellicht een handelsroute per schip rondom Afrika goedkoper zou zijn. Om deze reden ging men op zoek naar een zeeroute naar de bron van de lucratieve specerijenhandel. Reeds in 1452 had paus Paus Nicolaas V in de Dum diversas de Portugese koning opdracht gegeven om niet katholieke volkeren te onderwerpen wat als een vrijbrief werd gezien om gebieden in te nemen. In 1460 werd Kaapverdië ontdekt. In 1482 bouwden de Portugezen een fort en factorij in Elmina. Ontdekkingsreiziger Diogo Cão voer in datzelfde jaar tot aan de Kongorivier en legde contact met het koninkrijk Kongo. Tijdens een tweede reis in 1485 bereikte hij Kaap Kruis (Namibië). In 1485 werd het toen nog onbewoonde Sao Tomé en Principe gekoloniseerd. In 1488 rondde Bartolomeu Dias Kaap de Goede Hoop en bereikte de Indische Oceaan. Men wist toen al handig gebruik te maken van de zeestromen.

## Verdragen met Spanje

Kaart met de meridianen van het verdrag van Tordesillas en het verdrag van Zaragoza en de Portugese en Spaanse koloniale bezittingen in resp. blauw en rood.

In de tussentijd ontstond een wedloop met Castilië (het latere Spanje). In 1479 werden tussen beide landen middels het Verdrag van Alcáçovas al afspraken gemaakt over de verdeling van koloniale bezittingen in Afrika. De Spanjaarden probeerden met de Portugezen te concurreren door een westelijke route naar India te ontdekken en in 1492 ontdekte Christoffel Columbus Amerika. Snel daarna kwamen Portugal en Spanje in 1494 via het verdrag van Tordesillas overeen om de niet-Europese wereld onderling te verdelen. Op 1.770 km ten westen van Kaapverdië werd een lijn getrokken langs de 46e meridiaan en alles ten westen daarvan zou Spaans bezit worden. Alles ten oosten zou aan Portugal worden toebedeeld. Oorspronkelijk had deze lijn oostelijker zullen liggen, op de 38e meridiaan op voorstel van de Paus maar op aandringen van Portugal werd de lijn halverwege Kaapverdië en de door Spanje ontdekte eilanden (Cuba en Hispaniola) gelegd. Hierdoor kwam het oostelijke deel van Zuid-Amerika in Portugese handen. Vrij snel ontstond het vermoeden dat Portugal hierop had aangedrongen omdat zij reeds wisten dat hier land lag en in 1500 werd Brazilië door Pedro Álvares Cabral ontdekt, ofwel door een toevallige landing of door een geheim plan van de kroon. Het zou echter nog lang duren voordat de Koloniaal Brazilië serieus ontgonnen zou worden. Mogelijk had men in Portugal al door dat Columbus een nieuw continent had ontdekt en niet Azië.
In 1529 zou met het Verdrag van Zaragoza een andere grens getrokken worden, namelijk in de Grote Oceaan en wederom langs een meridiaan, de 142e. Hiermee werd de planeet letterlijk in tweeën verdeeld tussen Portugal en Spanje. Men sprak af dat men niet in elkaars wateren zou komen en op deze manier werd een wedloop voorkomen waar andere landen mogelijk van zouden kunnen profiteren. Portugal zou enkele pogingen doen om factorijen te openen langs de Canadese kust omdat deze volgens hen in hun deel van de wereld lag.

## India

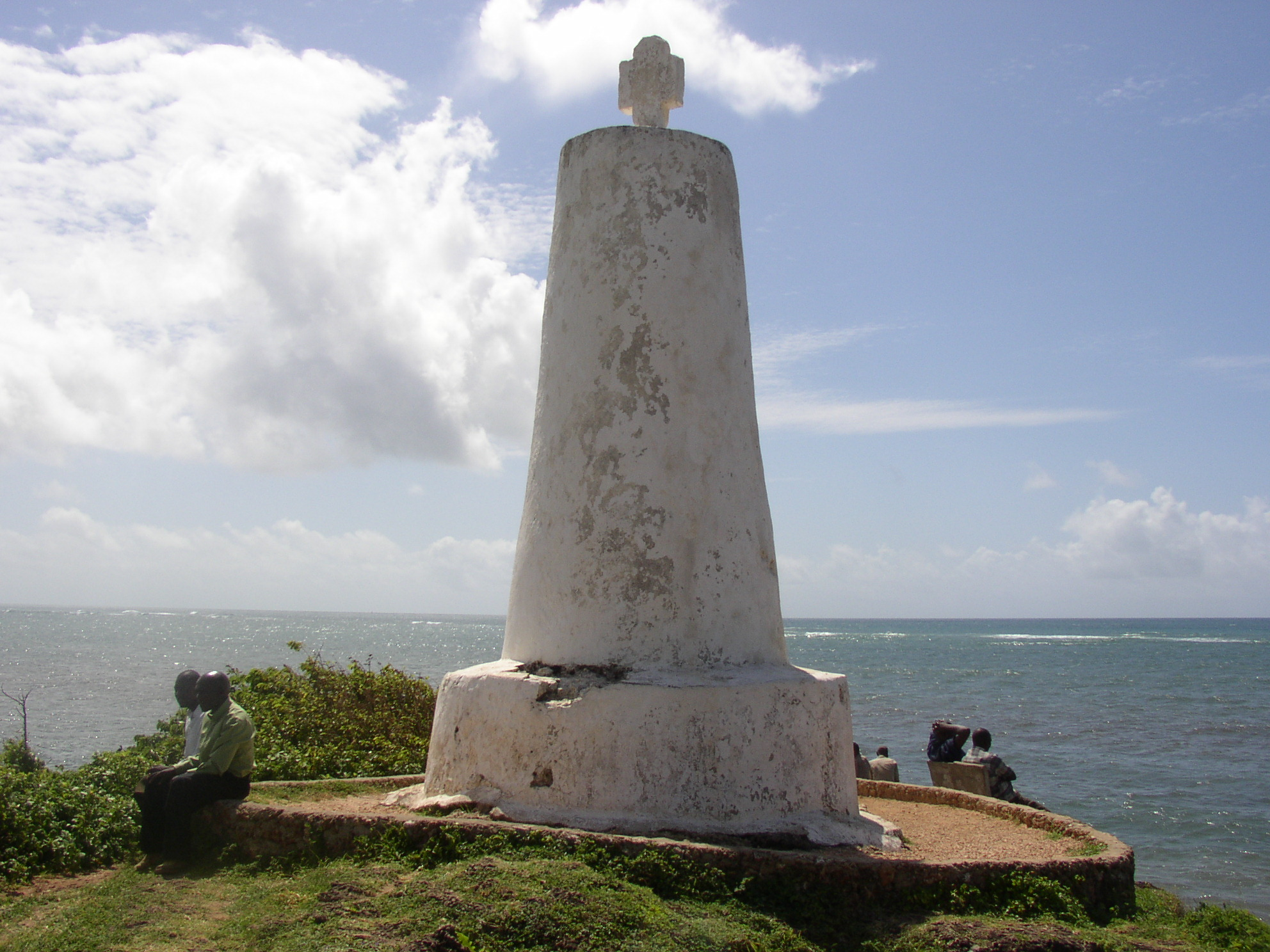
De pilaar van Vasco da Gama in Malindi, Kenia.

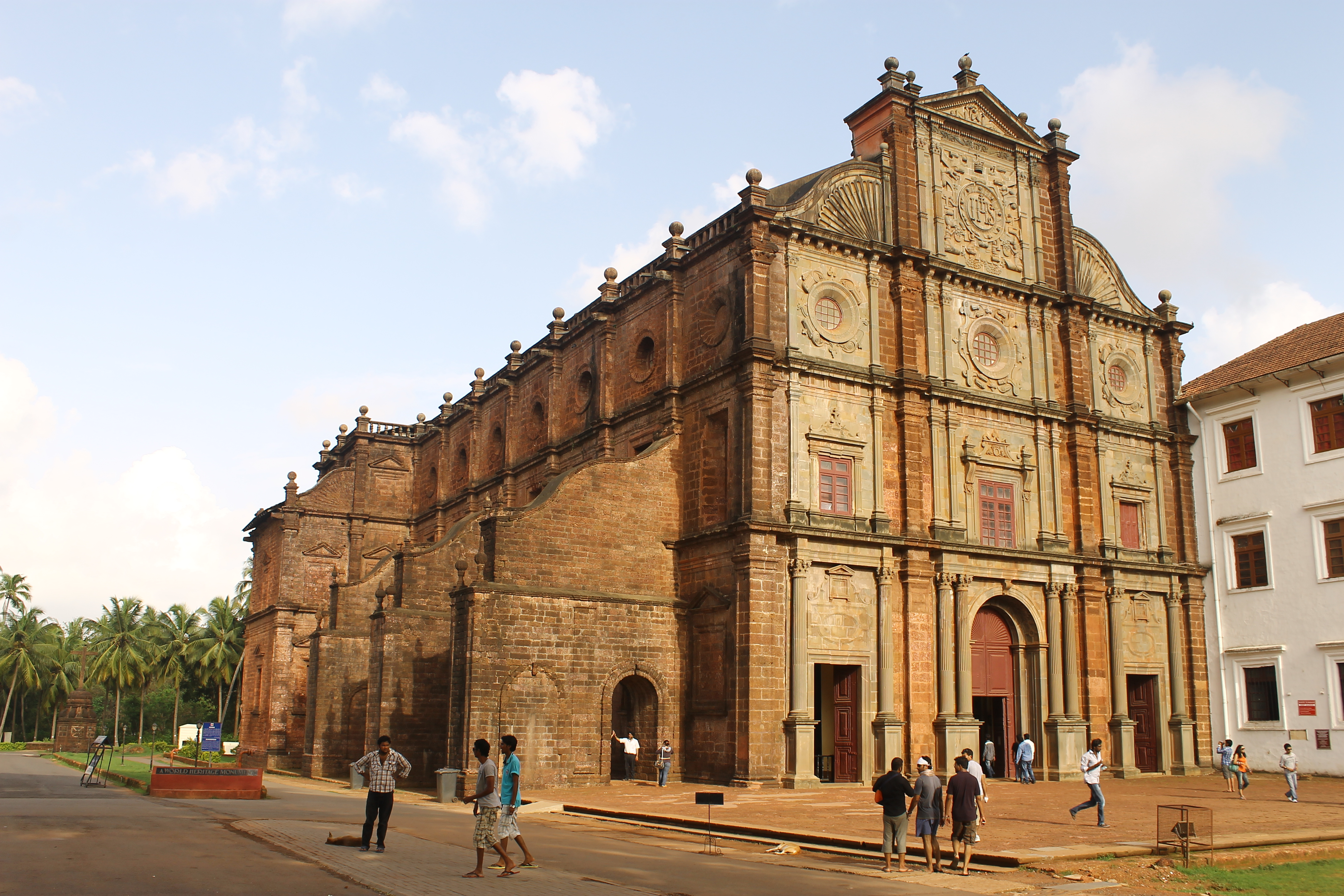
Basiliek van Goa, gebouwd in de periode 1594 - 1605

Terwijl de meeste ontdekkingen over zee gedaan werden, reisde de Portugese diplomaat en ontdekkingsreiziger Pêro da Covilhã via de Middellandse Zee en over land naar Aden, India en Ethiopië. Zijn ontdekkingen zorgden ervoor dat de Portugezen goed ingelicht werden over de handelsroutes in de Indische Oceaan. Met deze informatie reisde Vasco da Gama per boot naar de Indische Oceaan. Hij legt contact met de sultan van Malindi en met de hulp van een paar handelaren uit de stad reist hij door naar Calicut (Kozhikode) in India aan de Malabarkust waar hij in 1498 aankwam. Een poging om handel te drijven mislukt min of meer doordat hij niet veel te ruilen heeft. Toch is de reis een succes want het toont aan dat handel over zee mogelijk is geworden.
In 1500 gaat een grote vloot onder leiding van Pedro Álvares Cabral op pad om de handel desnoods met geweld af te dwingen. Eerst wordt Brazilië ontdekt en opgeëist (zie vorig hoofdstuk). waarna verder gezeild wordt naar India om diplomatieke relaties te leggen en een factorij te openen. In Calicut openen ze inderdaad een factorij maar de Arabische handelaren in de stad liggen dwars. Gevechten breken uit en Cabral bombardeert de stad vanaf zee en vertrekt naar de stad Kochi. Omdat Kochi in oorlog is met Calicut kunnen ze vanuit deze stad hun handel voortzetten. In Kochi wordt een factorij opgezet en de handel gaat van start. In 1502 werd Vasco da Gama met een vloot naar India gestuurd voor een strafexpeditie. Hij doet eerst de Afrikaanse oostkust aan om handelsbetrekkingen aan te knopen. Hij laat een groep handelaren achter in Malindi die hier de oudste kapel van Zuidoost Afrika bouwden. Aangekomen in India plundert hij steden langs de Malabarkust en zet factorijen op. Ook introduceerde hij het systeem van cartazes wat inhield dat handel over de westelijke Indische Oceaan alleen via Portugese factorijen mocht plaatsvinden en dat de handelaren daar ook belasting voor moesten betalen. Meerdere gevechten en zeeslagen volgen die door de Portugezen worden gewonnen. Geluk speelde hierbij een rol doordat op een beslissend moment een vloot onder leiding van Afonso de Albuquerque net op tijd te hulp kwam.
Om haar posities veilig te stellen dicteert de koning van Portugal dat er een permanent Portugees bestuur in India moet komen en dat er een goede verdediging van de Portugese bezittingen moet worden opgebouwd. In 1505 gaat Francisco de Almeida op pad met een grote vloot. Hij voert verschillende aanvallen uit op de Afrikaanse oostkust, valt vijandige steden in India aan en sticht formeel de kolonie Portugees-India waar hij de eerste onderkoning van wordt. Hij sluit een verdrag met het Vijayanagararijk. Zijn zoon Lourenço de Almeida sticht een factorij op Ceylon waarmee de doorgang naar Oost-Azië voor hen geopend wordt. Afonso de Albuquerque en Tristão da Cunha doen verschillende ontdekkingen en veroveringen in de Indische Oceaan en op het Arabisch schiereiland. Zo veroveren ze ook het strategisch gelegen eiland Socotra.  Er volgen nog meerdere zeeslagen en de slag bij Diu in 1509 was de beslissende slag. Toen de Portugezen deze gewonnen hadden was de tegenstand definitief gebroken. Later zouden toch weer grote gevechten plaatsvinden met het Ottomaanse Rijk en het Mogolrijk. Belangrijke slagen vonden plaats bij Diu in 1538 en 1545.

## Oost-Azië

Portugese handelaren in Japan, geschilderd door Kanō Sanraku.

Toen de bezittingen in India veilig gesteld waren richtten de Portugezen zich op Malakka. Deze stad is een belangrijk handelspunt tussen Oost- en West-Azië en daarmee ook met China, Japan en de Molukken. Handelaar Diogo Lopes de Sequeira probeerde in 1509 een handelsverdrag te sluiten met de sultan van Malakka maar werd bijna vermoord. De informatie van Sequeira bleek echter waardevol en in 1511 weet Albuquerque de stad in te nemen. Het fort dat hij er meteen liet bouwen zou echter nog jarenlang, meerdere malen aangevallen worden. De samenwerking met de Chinese gemeenschap verliep wel goed. Chinese handelaren hadden veel te winnen met de samenwerking met de Portugezen en Portugese handelaren voeren mee op schepen naar de Parelrivierdelta. Handelsbetrekkingen werden aangeknoopt met de Ming-dynastie en met de sultans op de Molukken, de Banda-eilanden en andere eilanden waar de specerijen werden verbouwd. Vanaf 1557 werd Portugees-Macau bij de monding van de Parelrivierdelta gekocht van China als handelshaven. In 1571 werd een handelspost in het Japanse Nagasaki geopend. Zo ontstond een uitgebreid netwerk van Portugese handelsroutes.

## Personele unie met Spanje

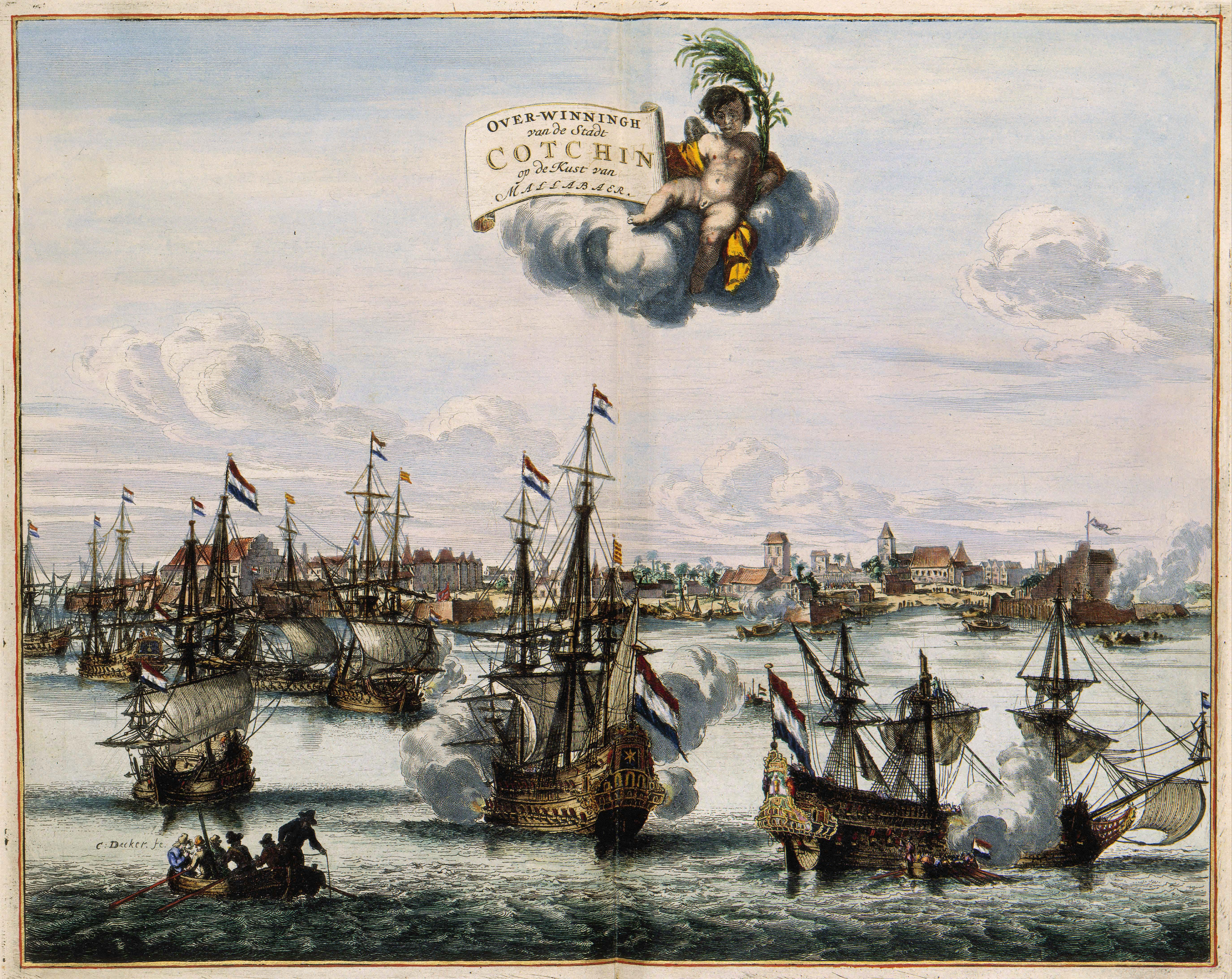
De inname van Kochi door de VOC

Toen koning Filips II van Spanje (Filips I van Portugal) in 1580 de Portugese kroon greep, begon er een 60-jarige unie tussen Spanje en Portugal die in de latere geschiedschrijving bekend staat als de Iberische Unie. De rijken bleven gescheiden bestuurd worden. Omdat de koning van Spanje ook koning van Portugal was, werden de Portugese koloniën aangevallen door drie rivaliserende Europese mogendheden die Spanje vijandig gezind waren: de Nederlandse Republiek, Engeland en Frankrijk. Met Nederland vocht het de Nederlands-Portugese Oorlog uit waarbij vele zeeslagen volgden. Met zijn kleinere bevolking was Portugal niet in staat om zijn overbelaste netwerk van handelsposten effectief te verdedigen en het rijk begon aan een lange en geleidelijke neergang.
De Nederlandse Vereenigde Oostindische Compagnie werd een geduchte concurrent en deze nam bezit van de Molukken en Ceylon. Portugal wist alleen Portugees-Timor te behouden maar kon geen grote rol meer spelen in deze regio. Ook de handel met Japan werd door de Nederlanders overgenomen. Na verloop van tijd moesten de Portugezen het overgrote deel van hun bezittingen in India afstaan aan het Britse Rijk en genoegen nemen met Goa en enkele kleine enclaves. Ook zouden ze aangevallen worden door de Fransen en de Nederlandse West-Indische Compagnie in Brazilië. De personele unie zou in 1640 beëindigd worden. Portugal behield haar overgebleven koloniale bezittingen met uitzondering van Ceuta dat ervoor koos zich bij Spanje te voegen.

## Brazilië

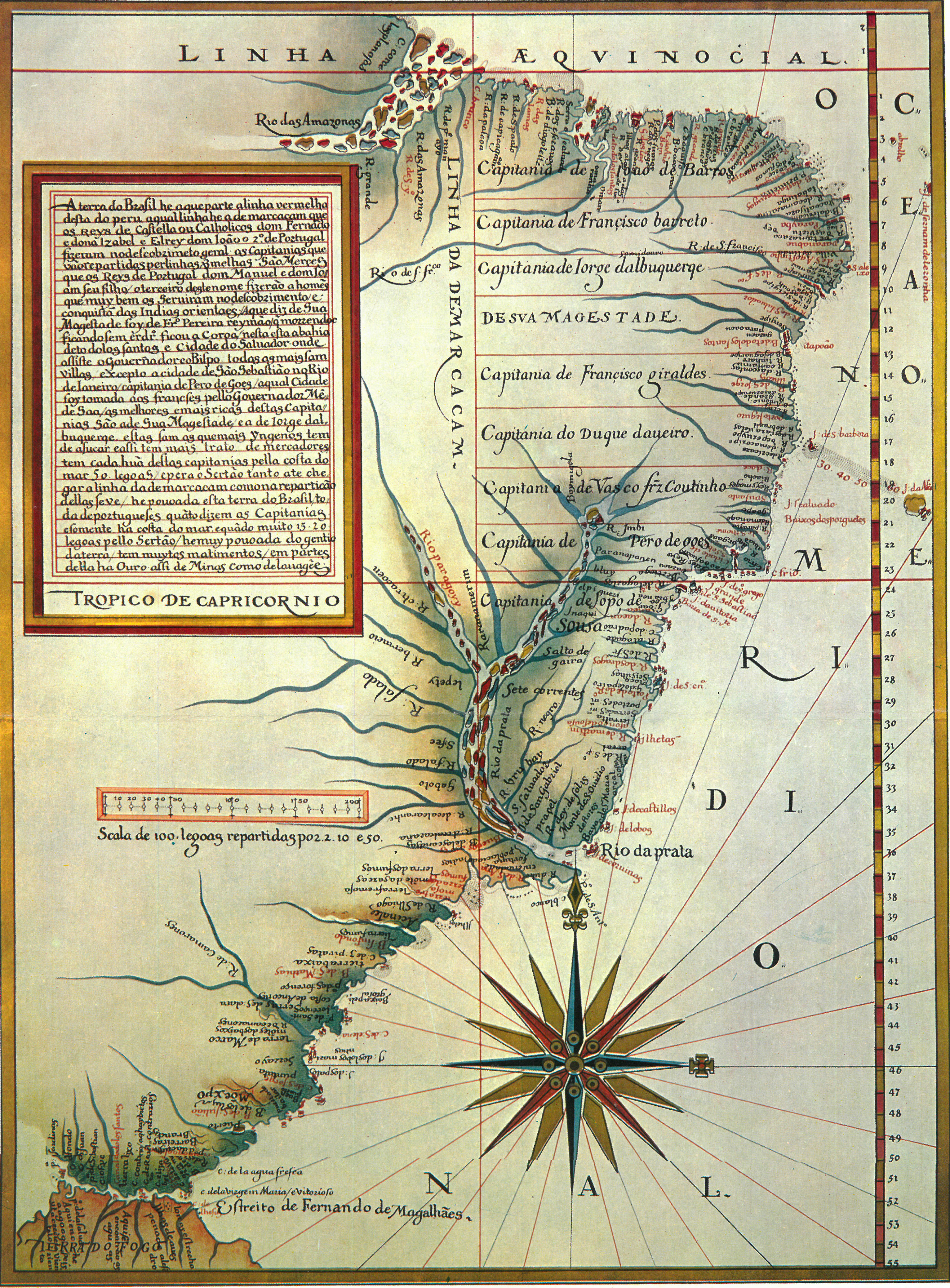
Kapiteinschappen in Brazilië in 1586, door Luís Teixeira

In het begin toonden de Portugezen niet veel interesse in Zuid-Amerika. In 1500 werd een eerste handelspost geopend maar het bleek dat er niet veel te handelen viel. Het gebied werd destijds bewoond door de Tupi. De eerste poging om tot kolonisatie vond plaats vanaf 1534 en Brazilië, dat vernoemd werd naar de Brazielboom, werd verdeeld in vijftien kapiteinschappen. Deze werden bestuurd door private adellijke eigenaren. Op die manier bespaarde de Portugese kroon op de kosten. Deze kapiteinschappen werden geen succes, op die in Pernambuco en São Vicente na. In 1549 werd een nieuwe poging gedaan en werd een centraal bestuur geïnstalleerd in de nieuw gestichte hoofdstad Salvador. Ook vestigden zich hier Jezuïeten om de Tupi te bekeren. Vrij snel hierna werden reeds Franse pogingen gedaan om gebieden in te nemen. In 1555 stichtten ze een handelspost in het zuiden, waar ze snel daarna werden verdreven. De Portugezen stichtten hier vervolgens de stad Rio de Janeiro. In 1612 deden de Fransen een tweede poging. Ook de Nederlandse West-Indische Compagnie deed meerdere pogingen.
Uiteindelijk werd Brazilië de meest waardevolle Portugese kolonie. In 1690 werd in de binnenlanden, in de buurt van Ouro Preto, goud en later diamanten ontdekt. Toen de Portugezen de binnenlanden dieper introkken en in de gebieden ten westen van de 42e meridiaan kwamen en dus formeel van Spaanse waren, werd in 1750 het Verdrag van Madrid getekend waarmee het binnenland van Zuid-Amerika in Portugese handen kwam. In 1790 kwam een nieuwe goudkoorts op gang. Ditmaal ver in het westen van het land. Veel Portugezen trokken naar Brazilië en uiteindelijk zouden er net zoveel Portugezen in Brazilië wonen als in Portugal. 
Toen Napoleon Bonaparte in 1807 Portugal binnenviel, besloot de toenmalig prins-regent Johan VI van Portugal in 1808 het koninklijk hof naar Brazilië te verhuizen. Een paar dagen voordat Napoleon Lissabon inneemt verlaten ze de stad en weten zo uit handen van het Franse leger te blijven. Het koninklijke hof vestigt zich in Rio de Janeiro. In 1816 keert koning Johan VI terug naar Lissabon en laat zijn zoon Pedro achter als bestuurder die in 1822 Brazilië onafhankelijk verklaart. Pedro liftte hiermee mee op de golf van onafhankelijkheidsbewegingen die Amerika in het begin van de 19e eeuw overspoelde. Hij roept zichzelf uit tot keizer Peter I van Brazilië.

## Wedloop om Afrika

De Roze Landkaart met de Portugese aanspraken op de gebieden tussen Angola en Mozambique

Rond 1880 kwam de wedloop om Afrika op gang. De grote Europese mogendheden streden om elk hun deel van dit continent in handen te krijgen. De Portugese bezittingen waren toen al aanzienlijk gereduceerd. Portugal had een aantal forten en plantages langs de Afrikaanse kust. Portugal zette in op een gebied dat bekend zou worden als de Roze Landkaart. Het was de bedoeling dat Portugal een strook land zou claimen van de kust van het latere Angola tot aan Mozambique, inclusief Zimbabwe en delen van Zambia en Malawi. Dit ging in tegen het belang van het Britse Rijk om een ononderbroken strook te bezitten van Egypte tot aan Zuid-Afrika. Met het Brits ultimatum van 1890 werd Portugal onder druk gezet om zich uit de binnenlanden terug te trekken en Portugal was niet sterk genoeg om deze eis te weerstaan.

## Dekolonisatie
Onder António de Oliveira Salazar (in functie 1932-1968) deed de dictatuur van het Estado Novo regime enkele noodlottige pogingen om vast te houden aan haar laatst overgebleven koloniën. Het Portugese Rijk was toen nog maar een schim van wat het ooit was. Onder de ideologie van pluricontinentalisme hernoemde het regime zijn koloniën tot "overzeese provincies" en behield het systeem van dwangarbeid, waarvan normaal gesproken alleen een kleine inheemse elite was vrijgesteld. In augustus 1961 annexeerde Dahomey het Fort van São João Baptista de Ajudá en in december van dat jaar annexeerde India Goa, Daman en Diu. De Portugese koloniale oorlog in Afrika duurde van 1961 tot de uiteindelijke omverwerping van de dictatuur tijdens de Anjerrevolutie van april 1974. Dit leidde tot de overhaaste dekolonisatie van Portugees Afrika en de annexatie van Portugees Timor door Indonesië in 1975. Deze dekolonisatie leidde tot de uittocht van bijna alle Portugese kolonisten en van veel mensen van gemengd ras uit de koloniën. De enige overzeese bezittingen die onder Portugees bestuur bleven, de Azoren en Madeira, hadden beide een overwegend Portugese bevolking en Lissabon veranderde hun grondwettelijke status van "overzeese provincies" in "autonome regio's". Portugal droeg Macau in 1999 over aan de Volksrepubliek China.

## Nalatenschap

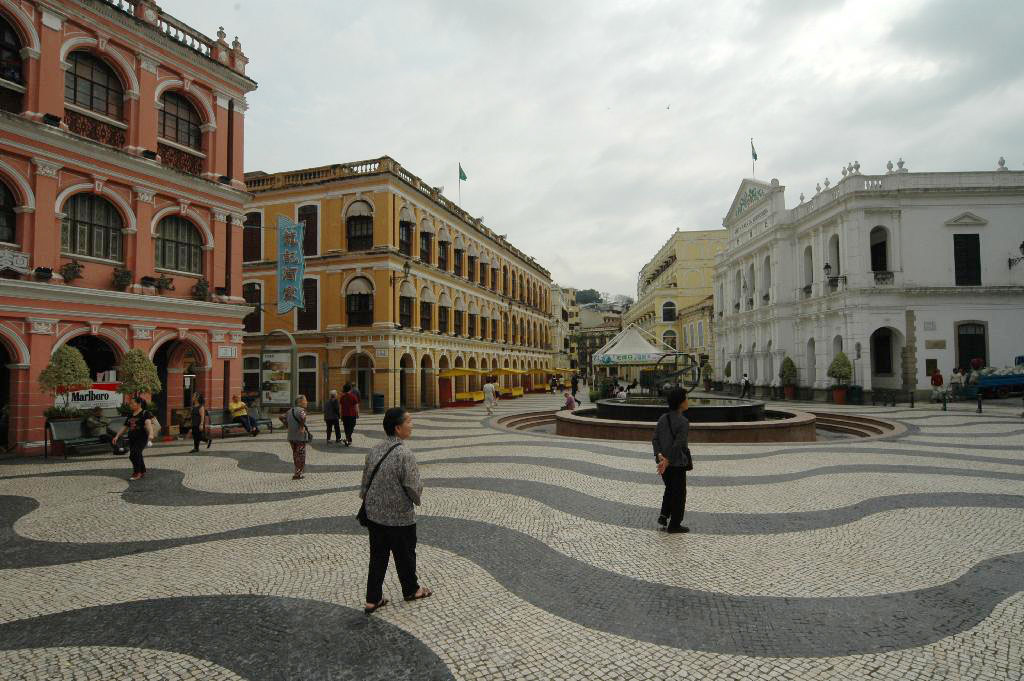
Portugees straatmozaïek in Macau

Een belangrijke nalatenschap is dat het Portugees een wereldtaal is geworden met zo'n 200 miljoen mensen die het als hun moedertaal spreken. Ook zijn er verschilende creoolse talen die op het Portugees gebaseerd zijn. De Gemeenschap van Portugeessprekende Landen (CPLP) is de culturele opvolger van het koloniale rijk, analoog aan het Gemenebest van Naties voor landen die vroeger deel uitmaakten van het Britse Rijk. In de voormalige koloniën zijn de nodige voorbeelden van Portugese koloniale architectuur te vinden, zoals kerken en forten maar ook landhuizen en paleizen. Ook zijn er de nodige forten te vinden die slechts als handelspost dienden maar nooit als kolonie. Een deel van deze gebouwen staat op de Werelderfgoedlijst zoals de kerken van Oud Goa, Ilha de Moçambique, Elmina en het historisch centrum van Macau. Portugese architectuur is verder terug te vinden in de Sino-Portugese bouwstijl in Zuidoost-Azië en in de vele binnensteden in Brazilië.
In een aantal Europese talen wordt een sinaasappel een portokall genoemd omdat deze vrucht oorspronkelijk via Portugal verhandeld werd. De Portugese keuken heeft haar invloed verspreid over de koloniën. Tegelijkertijd hebben de keukens van de koloniën ook invloed op elkaar en op Portugal gehad. Feijoada Moqueca zijn gerechten uit de Braziliaanse keuken met een Afrikaanse oorsprong. Op veel plaatsen die in Portugese handen zijn geweest is Portugees straatmozaïek te vinden. Pastel de nata is een Portugees gebakje dat zelfs in Macau gegeten wordt.